# Tryd
Tryd (także Trid) – jezioro w woj. warmińsko-mazurskim, w powiecie giżyckim, w gminie Giżycko. Podobnie jak jezioro Popówka Duża ma charakter przepływowy. Znajduje się w okolicy wsi Antonowo. Powierzchnia lustra wody wynosi 41,48 ha.